# Ochraethes palmeri
Ochraethes palmeri là một loài bọ cánh cứng trong họ Cerambycidae.